# Formica saccharivora
Formica saccharivora är en myrart som beskrevs av Carl von Linné 1758. Formica saccharivora ingår i släktet Formica och familjen myror. Inga underarter finns listade i Catalogue of Life.